# Economia
Economia, a.s. je mediální dům vydávající ekonomická a odborná periodika v České republice. 
Firma byla založena v roce 1990. Od roku 1994 byla jejím hlavním akcionářem firma Verlagsgruppe Handelsblatt, která svůj 88,3% podíl prodala v roce 2008 podnikateli Zdeňku Bakalovi. V roce 2010 podíl České tiskové kanceláře (ČTK) 10,8 % akcií vydavatelství Economia odkoupila společnost Handelsblatt Investments B.V. sídlící v nizozemském Amsterdamu a kontrolovaná investorem Zdeněkem Bakalou. Generálním ředitelem nakladatelství Economia byl od roku 2003 Michal Klíma, který v září 2009 z funkce odstoupil a jeho úkoly dočasně převzal Petr Babický, finanční ředitel firmy. Později byl předsedou představenstva společnosti a generálním ředitelem Roman Latuske. Momentálně[kdy?] společnost řídí představenstvo v čele s Lenkou Černou.
Economia je zakládajícím členem Unie vydavatelů a členem Evropské asociace ekonomického tisku (European Business Press). Náklady vydávaných titulů audituje firma ABC ČR. Čtenost titulů vydavatelství Economia je měřena v rámci Media Projektu a ve specializovaném výzkumu společnosti LAE ČR.
Economia je vydavatelem deníku Hospodářské noviny, týdeníku Ekonom a také Obchodního věstníku. Dále vydává tyto odborné tituly Business Spotlight, Logistika a Právní rádce. V roce 2013 převzala společnost Centrum Holdings, s.r.o., která vlastní například portály Aktuálně.cz, Atlas.cz, Žena.cz nebo Centrum.cz. V letech 2014 až 2023 vydávala také týdeník Respekt.
V roce 2019 zřídila Economia Radu pro redakční nezávislost. Jejím úkolem je hájit myšlenku svobody médií a ručit čtenářům a veřejnosti za to, že práce redaktorů Economie nepodléhá nepřiměřeným zásahům.[zdroj?]